# Sebasmia vetusta
Sebasmia vetusta là một loài bọ cánh cứng trong họ Cerambycidae.